# Eumecosoma dicromum
Eumecosoma dicromum là một loài ruồi trong họ Asilidae. Eumecosoma dicromum được Bigot miêu tả năm 1878. Loài này phân bố ở vùng Tân nhiệt đới.